# Calliostoma quaggaoides
Calliostoma quaggaoides is een uitgestorven slakkensoort uit de familie van de Calliostomatidae. De wetenschappelijke naam van de soort werd voor het eerst geldig gepubliceerd in 2017 door Landau, Van Dingenen en Ceulemans.